# Torcy-le-Grand, Seine-Maritime
Torcy-le-Grand là một xã thuộc tỉnh Seine-Maritime trong vùng Normandie miền bắc nước Pháp.

### Huy hiệu
| Arms of Torcy-le-Grand | The arms of Torcy-le-Grand are blazoned: Barry gules and argent, a lion Or langued gules. |

## Dân số
| 1962                                              | 1968 | 1975 | 1982 | 1990 | 1999 | 2006 |
| ------------------------------------------------- | ---- | ---- | ---- | ---- | ---- | ---- |
| 587                                               | 576  | 589  | 611  | 628  | 718  | 729  |
| Starting from 1962: Population without duplicates |      |      |      |      |      |      |